# Maruyama Yoshiaki
Yoshiaki Maruyama (sinh ngày 12 tháng 10 năm 1974) là một cầu thủ bóng đá người Nhật Bản.

## Sự nghiệp câu lạc bộ
Yoshiaki Maruyama đã từng chơi cho Yokohama F. Marinos, Montedio Yamagata, Albirex Niigata, Vegalta Sendai và AC Nagano Parceiro.